# Floris De Tier
Floris De Tier (Gavere, 20 januari 1992) is een Belgisch wielrenner en voormalig veldrijder.

## Carrière
Hij zette zijn eerste stappen in de sport als veldloper en werd onder meer achtste in het Belgisch kampioenschap voor pupillen in Oostende in 2001. Pas als junior maakte hij de overstap naar de fiets.
In het veldritseizoen 2009/10 won de juniorenedities van de veldritten in De Pinte, Moerbeke-Waas, Zingem, Laarne, Drongen-Baarle en Assenede, evenals het Oost-Vlaanderens kampioenschap. In 2010 werd hij verkozen tot "sportman van het jaar" in Gavere. Een seizoen later finshte hij als eerste belofte in de veldritten van Abergavenny en Southampton.
In het seizoen 2011/12 won hij de veldrit van Southampton, daarnaast finishte hij als eerste belofte in de veldritten van Knesselare, South Shields en Derby. De Tier werd voor de tweede maal in zijn loopbaan Oost-Vlaanderens kampioen, ditmaal bij de beloften. Het seizoen 2012/13 eindigde voor De Tier vanwege het cytomegalovirus vijf maanden eerder dan gehoopt. Eerder dat jaar had hij al wel de veldrit van South Shields gewonnen.
Vanaf juni 2013 richtte De Tier zich volledig op zijn carrière als wegrenner. In zijn eerste seizoen op de weg won hij het eindklassement van de Ronde van Namen en de lokale koersen van Strijpen-Zottegem en Oudegem. Aan het eind van het seizoen 2014 werd hij geselecteerd voor het beloftenwereldkampioenschap op de weg. In de wegwedstrijd eindigde hij op plek 39.
Hij maakte zijn profdebuut in februari 2015 in de Grand Prix La Marseillaise. Amper twee weken later behaalde hij in de Ronde van Murcia zijn eerste top 10-plaats. Hij was onder meer actief bij Topsport Vlaanderen, Jumbo-Visma en Alpecin-Fenix. In 2022 maakte hij zijn overstap naar Bingoal Pauwels Sauces WB bekend. Als renner van deze ploeg werd hij in juli 2023 tiende in de eindstand van de Ronde van Oostenrijk.

## Erelijst

### Veldrijden
| Seizoen   | Wereldbeker | Superprestige | GvA/bpost trofee | WK       | EK       | BK       | Overige       | Totaal aantal zeges |
| Junioren  | Junioren    | Junioren      | Junioren         | Junioren | Junioren | Junioren | Junioren      | Junioren            |
| --------- | ----------- | ------------- | ---------------- | -------- | -------- | -------- | ------------- | ------------------- |
| 2008-2009 |             |               |                  |          |          | 28e      |               | 0                   |
| 2000-2010 |             |               |                  |          | 33e      | 20e      |               | 0                   |
| Beloften  |             |               |                  |          |          |          |               |                     |
| 2010-2011 |             |               |                  |          |          | 14e      |               | 0                   |
| 2011-2012 |             |               |                  |          |          | 13e      |               | 0                   |
| Elite     |             |               |                  |          |          |          |               |                     |
| 2011-2012 |             |               |                  |          |          |          | Southampton   | 1                   |
| 2012-2013 |             |               |                  |          |          |          | South Shields | 1                   |

### Wegwielrennen
2013
Eindklassement Ronde van Namen
2020
Bergklassement Ruta del Sol

#### Resultaten in voornaamste wedstrijden
| Jaar | Ronde van Italië | Ronde van Frankrijk | Ronde van Spanje |
| ---- | ---------------- | ------------------- | ---------------- |
| 2015 |                  |                     |                  |
| 2016 |                  |                     |                  |
| 2017 |                  |                     | 62e              |
| 2018 |                  |                     | 41e              |
| 2019 |                  |                     |                  |
| 2020 |                  |                     |                  |
| 2021 |                  |                     | 48e              |
| 2022 |                  |                     | opgave           |
| 2023 |                  |                     |                  |
| 2024 |                  |                     |                  |
| 2025 |                  |                     |                  |

| Jaar | Ronde van Vlaanderen | Amstel Gold Race | Luik-Bast.‑Luik | Ronde van Lombardije | Waalse Pijl | Brabantse Pijl |  | Wereldranglijsten |
| ---- | -------------------- | ---------------- | --------------- | -------------------- | ----------- | -------------- |  | ----------------- |
| 2015 |                      | 43e              | opgave          |                      | 43e         | 21e            |  |                   |
| 2016 |                      | 21e              | 40e             |                      | 23e         | 12e            |  |                   |
| 2017 |                      |                  | 42e             | 48e                  | 59e         |                |  | 243e (UWT)        |
| 2018 |                      | 16e              | opgave          | 65e                  | 46e         | opgave         |  |                   |
| 2019 |                      | 77e              |                 |                      |             |                |  |                   |
| 2020 |                      |                  |                 | 77e                  |             |                |  |                   |
| 2021 |                      | 48e              |                 | opgave               | 51e         | 36e            |  |                   |
| 2022 |                      |                  | 61e             |                      | 39e         | opgave         |  |                   |
| 2023 | 85e                  |                  |                 |                      |             | opgave         |  |                   |
| 2024 | opgave               |                  |                 |                      | opgave      |                |  |                   |
| 2025 | 86e                  |                  | 60e             |                      | opgave      |                |  |                   |

## Ploegen
- 2015 –  Topsport Vlaanderen-Baloise
- 2016 –  Topsport Vlaanderen-Baloise
- 2017 –  Team LottoNL-Jumbo
- 2018 –  Team LottoNL-Jumbo
- 2019 –  Team Jumbo-Visma
- 2020 –  Alpecin-Fenix
- 2021 –  Alpecin-Fenix
- 2022 –  Alpecin-Fenix
- 2023 –  Bingoal Pauwels Sauces WB
- 2024 –  Bingoal WB
- 2025 –  Wagner Bazin WB

Campenaerts · Capiot · De Ketele · De Pauw · De Tier · Declercq · Helven · Jacobs · Lietaer · Naesen · Rickaert · Salomein · Sprengers · Steels · Theuns · Van Hecke · Van Hoecke · Van Lerberghe · Van Meirhaeghe · Vanoverberghe · Vanspeybrouck · Vergaerde · Jel.Wallays · Jen.Wallays
Battaglin · Bennett · Boom · Bouwman · Campenaerts   · Castelijns · Clement · De Tier · van Emden · Gesink · Groenewegen · Jansen · Keizer · Kruijswijk · Lammertink · Leezer · Lindeman · Lobato · Martens · Olivier · Roglič · Roosen · Tankink · Tolhoek · Van den Broeck · Van Hoecke · Vermeulen · Wagner · Wynants · Janssen (stagiair)
Battaglin · Bennett · Boom · Bouwman · Clement · De Tier · Eenkhoorn · van Emden · Gesink · Groenewegen · Jansen · Kruijswijk · Kuss · Leezer · Lindeman · Martens · Olivier · van Poppel · Powless · Roglič · Roosen · Tankink · Tolhoek · Van Hoecke · Wagner · Wynants
Anderson · Bayer · De Bondt · del Carmen Alvarado · De Tier · De Vreese · Dillier · Eibl · Jans · Janssens · Krieger · Leysen · Meisen · Merlier · Meurisse · Modolo · Philipsen · Pieterse · Planckaert · Richardson · Rickaert · Riesebeek · Sbaragli · Sweeck · Taminiaux · Thwaites · Tulett · Vakoč · D. van der Poel · M. van der Poel · Vergaerde · Vermeersch · Vervaeke · Vine · Walsleben
Anderson · Ballerstedt · Bax · Bayer · De Bondt · De Tier · Dillier · Gaze · Gogl · Janssens · Krieger · Leysen · Mareczko · Merlier · Meurisse · Oldani · Philipsen · Planckaert · Rickaert · Riesebeek · Sbaragli · Stannard · Taminiaux · Thwaites · Van Den Bossche · D. van der Poel · M. van der Poel · Van Keirsbulck · Vermeersch · Vermote · Vine
Blouwe · De Maeght · De Tier · Desal · Guerin · Lauk · Malucelli · Meens · Mertens · Mertz · Peyskens · Robeet · Salby · Teugels · Tizza · Van Boven · Van der Beken · Van Keirsbulck · Van Rooy · Vandepitte · Matthys (stagiair) · Persico (stagiair)
Blouwe · De Meester · De Tier · Desal · Matthys · Meens · Mertens (tot 31/5) · Persico · Peyskens · Portsmouth · Salby · Teugels · Tizza · Van Boven · Van der Beken · Van Rooy · Vandepitte · Vermoote · Villa · Vliegen · Weemaes · Van Petegem (stagiair)